# Juris Latiss
Juris Latiss (ur. 11 listopada 1979, zm. 22 grudnia 2004), bobsleista łotewski.
Jako załogant zdobył wraz z pilotem Jānisem Miņinsem mistrzostwo świata juniorów w 2004 na torze w Cortina d'Ampezzo, zarówno w kategorii dwójek (w styczniu 2004), jak i czwórek (w lutym 2004, w załodze czwórki byli ponadto Ainārs Podnieks i Inesis Zaporožecs). Członek kadry narodowej od 1999. Na mistrzostwach świata seniorów w 2004 (Königssee) był załogantem czwórki, która zajęła 9. miejsce (pilot Miņins, członkowie załogi Podnieks i Ozols). W czołówce mistrzostw świata juniorów był także w 2003 – na torze w Königssee z pilotem Miņinsem zajął 5. miejsce w dwójkach i 7. w czwórkach.
W sezonie 2004/2005 wystąpił w czterech zawodach Pucharu Świata w czwórkach (pilot Miņins, pozostali członkowie załogi Podnieks i Ozols), za każdym razem plasując się w czołowej dziesiątce, w tym w Winterbergu i Cortina d'Ampezzo na miejscu szóstym. Występował także w Pucharze Świata w reprezentacyjnej dwójce.
Zginął w wypadku samochodowym na trasie Auce-Ryga (zderzenie czołowe).